# Chichewa
Chichewa, även chewa eller nyanja, är ett bantuspråk med 8 659 700 talare, varav 7 miljoner i Malawi (2001), 599 000 i Moçambique, 803 000 i Zambia och 252 000 i Zimbabwe (1969).
Chichewa är ett subjekt–verb–objekt-språk.
Det finns tidningar, radioprogram och Bibel på chichewa.